# فورة (طعام)
الفورة من الأكلات الشعبية والتقليدية التي تمتاز بها مدينة دير الزور، وعادةً ما تؤكل في أيام الشتاء الباردة وأيام الربيع ولها طقس عائلي جميل ويتم تناولها على الأغلب في إفطار يوم الجمعة.

## مكوناتها
من المكونات الأساسية للفورة:
1. الكشك ويلفظ باللهجة الديرية «الجشج» ويحضر عادةً في فصل الصيف ويلاقي اليوم رواجاً وشعبية كبيرة، ولا يكاد يخلو منه بيت من بيوت دير الزور ويصنع من الفشيق الذي يتم خلطة مع اللبن الحامض وتقوم الطاهية بتحريك الخليط بين وقت وآخر إلى أن يختمر وتظهر فيه فقاقيع تدل على اختماره، وبعدها يجفف ويوضع في قلائد على شكل أقراص تخزن للاستعمال في فصل الشتاء والكشك يدخل في عدة مأكولات تؤكل ساخنة.[3]
2. العوين، وهو حب اللوبياء المجفف.
3. ثوم.
4. سمنة عربية.
5. ملح.

## طريقة التحضير
طريقة تحضير الفورة تبدو سهلة ولكنها تحتاج إلى وقت ومهارة في الصنع، في البداية يجب نقع الكشك في الماء قبل أكثر من عشر ساعات من تحضير الفورة كما ينقع العوين ايضاً وعادة يتم نقعهما في الليل لتحضر الفورة في صباح اليوم التالي.
وفي اليوم التالي وعند الطبخ يهرس الكشك ويصفى في مصفى، ويسلق العوين حتى يستوي، ثم يوضع ماء الكشك المصفى على النار، ويحرك باستمرار حتى لايلتصق على القدر، ثم يصفى العوين من الماء الذي سلق به، ويضاف للكشك ويحرك المزيج باستمرار، ثم يضاف الملح والثوم والسمن، ويتابع التحريك حتى تفور الفورة وتصبح متجانسة، وفي النهاية تسكب الفورة في وعاء عميق، ويزين الوجه بقليل من الثوم المقلي والسمن وتقدم ساخنة.

## انظر ايضاً
| - مطبخ سوري. - مطبخ عراقي. - الكشك. | - المشحمية. - البجارية. |